# David Westheimer
David Westheimer (* 11. April 1917 in Houston, Texas; † 8. November 2005 in Los Angeles) war ein US-amerikanischer Schriftsteller. Die bekanntesten Werke des Zweiten-Weltkriegs-Piloten waren My Sweet Charlie und Von Ryan's Express (dt. Der späte Sieg des Commodore, 1965), der unter dem Titel Colonel von Ryans Express mit Frank Sinatra verfilmt wurde.